# 马来西亚国家图书馆
馬來西亞國家圖書館（馬來語：Perpustakaan Negara Malaysia，簡稱PNM）是馬來西亞的國家圖書館，位於吉隆坡，成立於1972年。目前的館舍建築在1988年动工，建竣于1992年，是一座拥有独特设计的建筑物；建筑物的建筑设计概念源自于马来民族所佩戴的一种称为Tengkolok的头饰。马来西亚国家图书馆现有500万册藏书及170万册电子书，除了传统的图书阅览室外，还专门设有爪哇文手抄本阅览室、珍藏本阅览室，以及智能阅览室等。

## 外部連結
- 马来西亚国家图书馆 （页面存档备份，存于）